# 0SOUL7
0 SOUL 7（ゼロ・ソウル・セブン）は日本のヒップホップグループである。

## 略歴
- 2003年、母体となるバンドを結成。
- 2004年、メンバー脱退に伴い現在のグループ名に改名。
- 2005年、TSUNE加入。
- 2008年、インペリアルレコードよりメジャーデビュー。

## メンバー
- Sun-High（1980年5月8日 - ）SINGER&MC
- BABE.RYOTA（1983年7月4日 - ）MC&TRACK MAKER
- TSUNE（1982年12月24日 - ）DJ&BEATMAKING

## ディスコグラフィー

### シングル
1. 東京元年（2008年7月2日）
  1. 東京元年
  2. WALK
  3. 東京元年～instrumental～
2. 薬箱（2008年11月5日）
  1. 薬箱
  2. RAIN
  3. CALL SOUL SONG～Live Ver.@Pink Noise～

### ミニアルバム
1. zero soul seven.（2006年9月13日）
  1. MIND LOOP
  2. THIS WAY
  3. マケトク
  4. 日常
  5. SWAM IN THE WHISKY
  6. DIARY～to 10 years after～
2. ZERO SOUL SEVEN II（2007年5月2日）
  1. Tell you
  2. 帰郷
  3. SWAY LIFE
  4. Call Song Song
  5. アイガリ
  6. Stick it out
3. zero soul seven III（2008年2月6日）
  1. チェリートゥリー
  2. Let me know
  3. 賛美歌
  4. ホリデイ
  5. interlude
  6. Against

### 参加作品
1. 宮脇詩音「dear」（2008年8月6日）
6.Flavor feat.BABE.RYOTA(0 SOUL 7)-Longest Summer Groove mix-

## タイアップ
- 「THIS WAY」…tvk「音楽缶」9月度オープニングテーマ
- 「Tell you」…tvk「ハマランチョ」テーマ曲
- 「Stick it out」…tvk「クルマのツボ」テーマ曲
- 「チェリートゥリー」…テレビ東京系「流派-R」1月度オープニングテーマ／tvk「音楽缶」1月度オープニングテーマ
- 「Let me know」…tvk「クルマのツボ」2・3月度エンディングテーマ
- 「薬箱」…テレビ東京系「音楽ば〜か」エンディングテーマ